# Nadagara reprensata
Nadagara reprensata là một loài bướm đêm trong họ Geometridae.